# Ключищи (Краснооктябрьский район)
Ключищи — татарское село в Краснооктябрьском районе Нижегородской области, административной центр Ключищенского сельсовета.
Является одним из 34 татарских сёл юго-востока Нижегородской области.
Татаркое название деревни Суык-Су. Происхождение названия по одной из версий связывают с наличием в той местности ключей с холодной чистой водой (от тат. «суык» — «мороз», «су» — «вода»). Отсюда же и русское название — Ключищи.
В селе протекает речка Пара.

## История

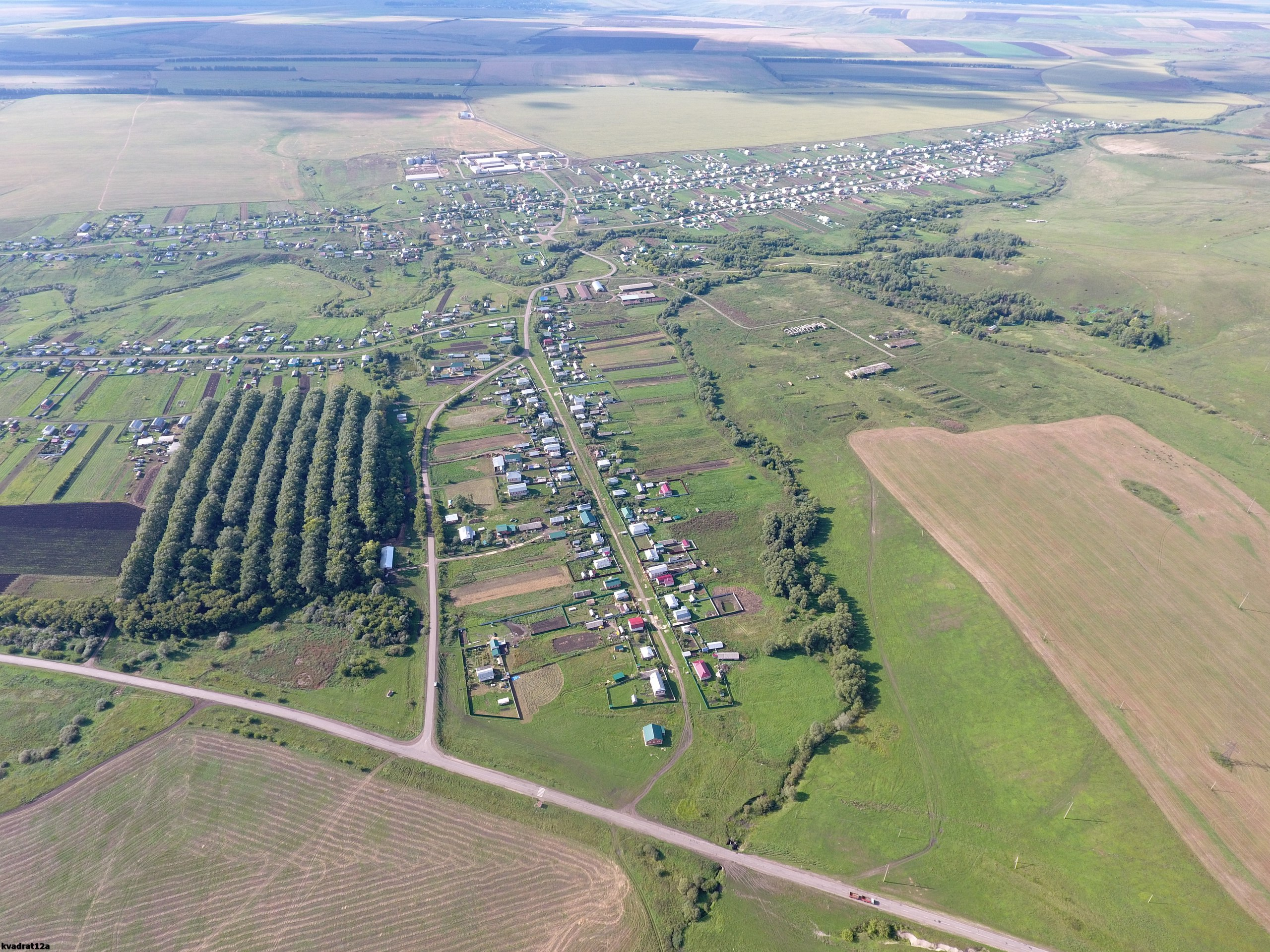

Согласно источникам образовано во второй четверти XVII века. Первые свидетельства существования датируются 1643 годом, когда село поминалось в связи с наделением землёй служилых людей. В 1647 году часть из них в качестве награды была переведена в Ключищи, как в более спокойное место.
В 1648 году 200 разного звания ратных людей из села были переведены на Симбирскую черту, где основали город Тагай, а 100 пеших стрельцов основали Тагайскую Подлесную Слободу.
В 1706 году в Ключищах уже была своя мечеть, возможно являющаяся старейшей мечетью Нижегородской области. К 1790 году население села увеличилось до 1261 человека. Не позднее 1797 года начало функционировать мектебе. В 1798 году, когда в селе насчитывалось уже 236 дворов, была построена вторая мечеть.
По данным на 1859 год Ключищи являлись казённой деревней Сергачского уезда Нижегородской губернии, в которой насчитывалось 462 двора и проживало 2859 человек, имелись четыре мечети и отдельное управление.
После реформы 1861 года деревня вошла в Ендовищенскую волость вместе Каргой и Ендовищами.
В период между 1860 и 1870 годами на личные пожертвования в Ключищах возвели пятую соборную мечеть. К 1878 в селении также была уже пять мектебе.

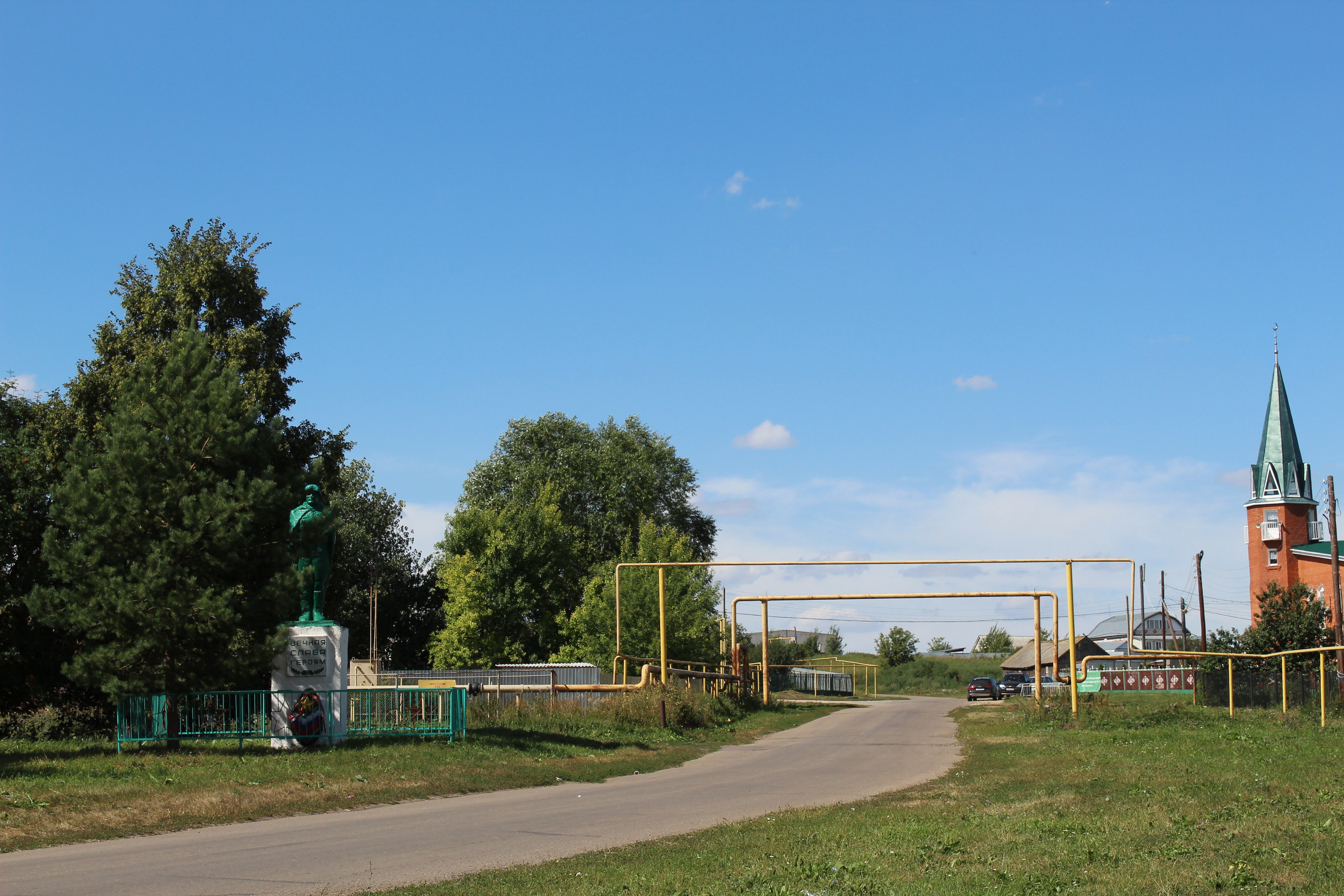
Суыксу

Между 1901 и 1911 годами было восстановлено здание одной из мечетей, пострадавшее во время пожара, а в 1909 году выстроена шестая мечеть, потребность в которой возникла в связи с продолжающимся ростом села.
К 1911 году в Ключищах насчитывалось уже 776 дворов, а в 1916 году население составляло 6447 человек.
После революции 1917 года мектебе были переделаны в светские школы. В 1938 году были закрыты три мечети, а в их зданиях размещены клуб и школы. В 1940 году закрыты ещё две. В отсутствие храмов сохранившаяся сельская община продолжала совершать пятничные и праздничные моления на кладбище, в приспособленном для этого деревянном сарае. После перестройки отношение власти к религиям смягчилось и в 1990 году начался сбор средств на постройку новой мечети, в 1994 году состоялось открытие нового добротного здания кирпичной соборной мечети в самом центре села.

## Население
| 2002 | 2010 | 2012 | 2013 | 2014 | 2015 | 2016 |
| ---- | ---- | ---- | ---- | ---- | ---- | ---- |
| 543  | ↘417 | ↘415 | ↘409 | ↘385 | ↘378 | ↘366 |
| 2017 | 2018 | 2019 | 2020 | 2021 |      |      |
| ↘361 | ↘339 | ↘331 | ↗332 | ↗379 |      |      |